# Ліонель Кізерицький
Ліонель Адальберт Баґратіон Фелікс Кізерицький (фр. Lionel Adalbert Bagration Felix Kieseritzky; нар. 1 січня 1806, Дерпт (тепер Тарту) — пом. 18 (або 19) травня 1853, Париж) — французький шахіст польсько-німецького походження. Провідний шахіст Франції 1840-х років поряд з П'єром Шарлем Сент-Аманом. Редактор французького шахового журналу «La Regénce» у 1849—1851. 1850 року провів один з найдовших матчів в історії шахів з німецько-американським шахістом Джоном Вільямом Шультеном (+107 -34 =10). 1851 року зіграв «безсмертну партію» проти Адольфа Андерсена.

## Життєпис
Батько, адвокат Отто Вільгельм Кізерицький був поляком з родини, що переселилася до Прибалтики у середині XVIII сторіччя, мати Катаріна Феліцітас (до шлюбу фон Гоффман) — німкенею. Ліонель був наймолодшим з 14 дітей у сім'ї. У 1820-х роках заснував у Дерпті шаховий гурток. У Дерптському університеті вивчав мовознавство та юриспруденцію, згодом зацікавився математикою. Деякий час працював нотаріусом у суді, а потім протягом 10 років був приватним репетиторам, давав уроки математики.
У 1839 році виїхав спочатку до Риги, а звідки в Росток, Гавр і Париж. Став постійним відвідувачем паризької кав'ярні «Режанс», де серед його суперників був найсильніший шахіст Франції Лабурдонне. У 1846 році вирушив до Лондона з надією зіграти проти найсильнішого шахіста Англії Говарда Стаунтона, але англієць відмовився грати, тому Кізерицький провів матчі з німцями Бернгардом Горвіцем (+7 -4 =1) і Даніелем Гаррвіцем (всліпу; +11 -5 =2). Через 2 роки програв матч проти Бокля (+2 -3 =3). У 1850 році провів один з найдовших матчів в історії шахів проти німецько-американського шахіста Джона Вільяма Шультена (+107 -34 =10).
Учасник I Міжнародного турніру в Лондоні 1851. Вибув уже після першого раунду, поступившись майбутньому переможцеві турніру Адольфові Андерсену (-2 =1). У Лондоні Кізерицький розіграв величезну кількість легких партій. Серед його суперників були Адольф Андерсен (+9 -5 =2; одна з ігор, де Андерсен застосував дуже красиву комбінацію й переміг, обійшла багато шахових видань і потім отримала назву «безсмертна партія»), Карл Маєт (+13 -8 =1), Йожеф Сен (+13 -7), Янош Левенталь (+9 -8), Генрі Томас Бокль (+2 -1), Карл Яніш (+1 -1 =1) та Авґуст Монґредьєн (+1 -2).
У 1849 заснував шаховий журнал, назвавши його «La Regénce» на честь відомої шахової кав'ярні, був його редактором у 1849—1851 роках.
Останні роки провів у злиднях. Помер 18 (або 19 травня) 1853 року в Парижі у лікарні для психічно хворих.

## Зацікавлення
Заробляв на життя платними уроками гри в шахи, а також грою на гроші в «Режансі». Цікавився музикою, грав на фортепіано, виконував комічні ролі в театральних і музичних постановках. Через імпульсивність та своєрідний характер міг видаватися дещо дивакуватим, легко ображався й сварився.

## Внесок у шахи
Ліонель Кізерицький був провідним шахістом Франції 1840-х років поряд з П'єром Шарлем Сент-Аманом. Був хорошим аналітиком, уміло реалізовував свою стратегію, але мав доволі запальний характер, що деколи впливало на результати. Грав також усліпу, оскільки мав чудову пам'ять.
У книзі Cinquante partie (Париж-Лондон, 1846) застосував нотацію, що отримала назву «нотація Кізерицького». Великі латинські літери позначають фігури зліва направо: A, B, C, D… Пішаки позначають малими літерами: a, b, c, d і так далі. Клітинки мають нумерацію таку ж, як у нотації Коха. Наприклад, хід пішаком d2-d4 записують d44, а хід конем Кb8-c6 — B63.
На честь шахіста названо гамбіт Кізерицького у прийнятому королівському гамбіті:
1. e4 e5 2. f4 ef 3. Кf3 g5 4. h4 g4 5. Кe5. Цей хід зустрічається ще в працях італійців Джуліо Чезаре Полеріо, Алессандро Сальвіо, Джоакіно Ґреко та Джанбатісти Лоллі, але його докладний аналіз зробив Кізерицький у 1840-х роках. У Німеччині цей гамбіт довгий час називали «гамбіт Корделя» від прізвища німецького шахового теоретика Оскара Корделя, який запропонував ходи 6. … d5 (після 5. … Кf6 6. d4).